# اس‌ام‌اس آمازون (۱۸۴۳)
اس‌ام‌اس آمازون (۱۸۴۳) (به انگلیسی: SMS Amazone (1843)) یک کشتی بود که طول آن ۳۳٫۴۹ متر (۱۰۹ فوت ۱۱ اینچ) بود. این کشتی در سال ۱۸۴۳ ساخته شد.